# Géza Gárdonyi

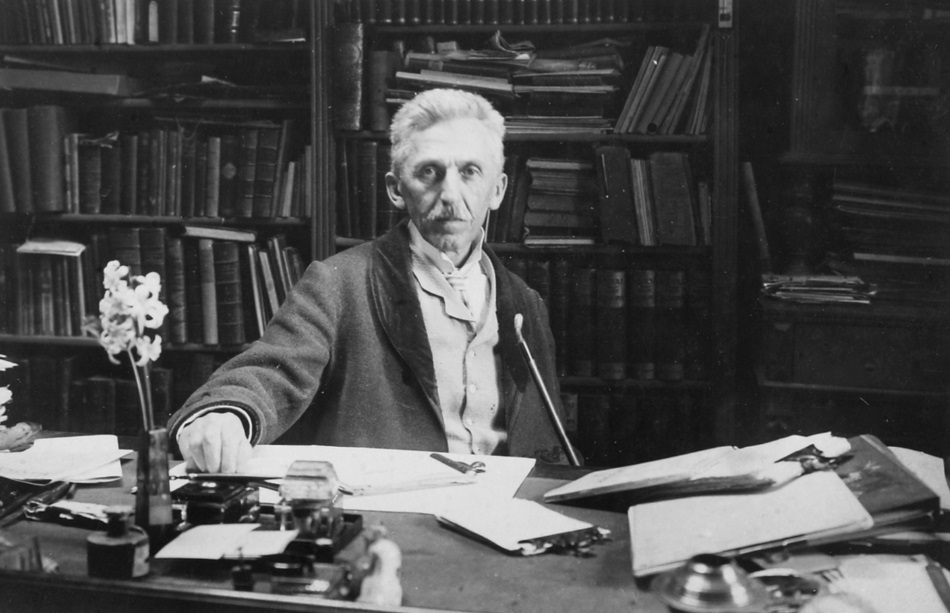
Géza Gárdonyi

Géza Gárdonyi [ˈɡeːzɒ ˈɡaːrdoɲi] (* 3. August 1863 in Agárd, Ungarn, als Géza Ziegler; † 30. Oktober 1922 in Eger, Ungarn) war ein ungarischer Schriftsteller.

## Leben
Gárdonyi wurde am 3. August 1863 in Agárdpuszta, einer kleinen Stadt am Ufer des Velencer Sees, geboren. Sein Vater, Sándor Ziegler, war Mechaniker, seine Mutter war Terézia Nagy. Die Familie seines Vaters stammte aus Sachsen und war evangelisch. Während Gárdonyis Kindheit lebte die Familie in zwölf verschiedenen Ortschaften, unter anderem in Sály, wo Gárdonyi seine Grundschule begann (1870–1873). Das letzte Schuljahr beendete Gárdonyi in Hejőcsaba (1873–1874).
Das Gymnasium besuchte Gárdonyi in Sárospatak (1874–1876), bzw. in Pest (1876–1878). Ab 1878 studierte der Schriftsteller Lehramt in Eger. Nach seinem Studium arbeitete er als Aushilfslehrer in Karád (1881–1882), wo er sein Diplom bekam. Er unterrichtete danach in Devecser (1882–1883), Sárvár (1883–1884) und Dabrony (1884–85).

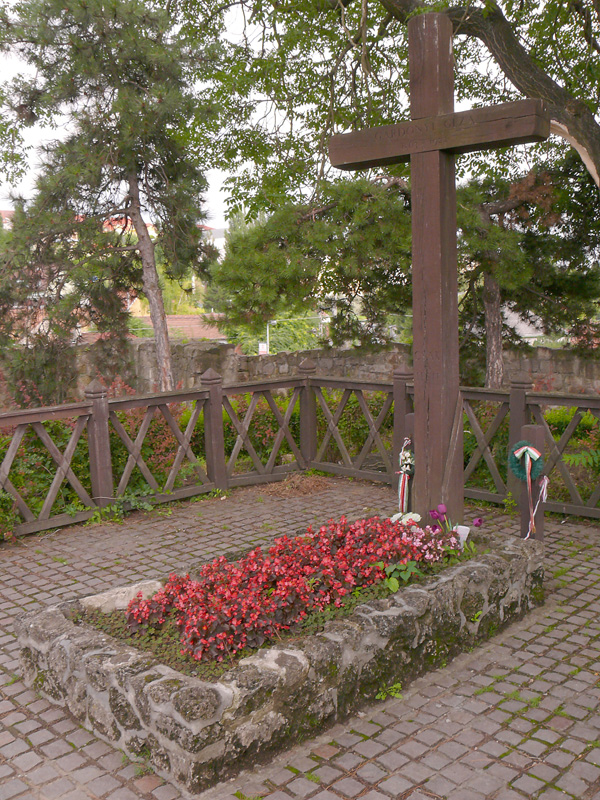
Gárdonyis Grab in Eger

1885 heiratete er Mária Molnár (Csányi), aber ihre Ehe war unglücklich. 1892 ließen sie sich scheiden. Die Ehe brachte vier Kinder hervor, drei Jungen und ein Mädchen.
In Győr war Gárdonyi Mitarbeiter für die Zeitschriften Hazánk, Győri Közlöny und Győri Hírlap. 1886 startete er seine eigene Zeitung mit dem Titel Tanítóbarát. Währenddessen wurden seine Novellen und Gedichte in unterschiedlichen Pester Zeitungen veröffentlicht.
1897 zog er mit seiner Mutter nach Eger. Hier schrieb er an seinem berühmtesten Werk „Sterne von Eger“. In Eger verstarb er im Oktober 1922 im Alter von 59 Jahren. Sein Grab befindet sich innerhalb der Burg von Eger, in der sich die historischen Ereignisse der Türkenbelagerung ereigneten, die den Hauptteil der Handlung der Sterne von Eger ausmachen.  Man nannte ihn während seiner Zeit in dieser Stadt den „Einsiedler von Eger“.
Gárdonyi wurde vielfach geehrt. In seinem ehemaligen Wohnhaus in Eger befindet sich heute das Géza-Gárdonyi-Gedenkmuseum. Vor allem in Eger wurden Straßen, Schulen und Theatergebäude nach ihm benannt, aber auch in anderen Teilen des Landes. Gedenktafeln befinden sich an Häusern und Schulen, in denen er gewirkt hat. In Budapest steht auf der Bartók Béla utca ein Denkmal des Schriftstellers.

## Leistung
Gárdonyi ist vor allem als Erzähler bekannt geworden, verfasste aber auch Gedichte und Theaterstücke. Er schrieb zunächst derb-satirische Volksbücher. Seine eigentliche literarische Karriere begann mit Erzählungen aus dem ungarischen Dorfleben, die auf Erinnerungen an seine Jugendzeit zurückgehen und verklärend und naiv die unverdorbene Welt des Dorfes schildern. Seine Popularität fußt aber daneben vor allem auf seinen historischen Romanen, in denen er Themen der ungarischen Geschichte spannend und mit Patriotismus beschreibt. Sein Hauptwerk, Sterne von Eger, ist Pflichtlektüre in den ungarischen Schulen.

## Werke
- A lámpás, 1894, Erzählung (dt. Die Lampe, Leipzig 1954), Verfilmung: Ungarn 1973, TV (Regie: Miklós Hajdúfy)
- Az én falum. Egy tanitó följegyzései, 1898, Erzählungen (daraus dt. Der Maler auf dem Dorf, in: Die letzte Zigarre im „Arabischen Schimmel“. Ungarische Erzählungen, Leipzig 1988; Die Bitte um Rat, in: Ungarische Erzähler. Zürich 1974)
- Egri csillagok, 1899/1900, historischer Roman (dt. Sterne von Eger, Berlin 1958), Verfilmung: Ungarn 1923 (Regie: Pál Fejös), Ungarn 1968 (Regie: Zoltán Várkonyi)
- A bor, Uraufführung Budapest 1901, Volksstück in drei Akten (dt. Der Wein, Uraufführung Volkstheater Wien, 1903), Verfilmung: Ungarn 1933 (Regie: István György)
- A láthatatlan ember, 1901, historischer Roman (dt. Wer bist du, Budapest 1941, später unter dem Titel Ich war den Hunnen untertan)
- Isten rabjai, 1908, historischer Roman (dt. Wie der Mond sich spiegelt im See, Leipzig 1979), später unter dem Titel Die Gefangenen Gottes; Verfilmung: Ungarn 1942 (Regie: Ágoston Pacséry)
- Ida regénye, Roman 1924 (dt. Idas Scheinehe. Wien: Kortina 2008), Verfilmung: Ungarn 1934 (Regie: Steve Sekely)
- Szunyoghy miatyánkja, Roman (dt. Mit der Nacht vertraut, Hamburg 1961)

Verfilmungen
- Göre Gábor visszatér, Ungarn 1940 (Regie: István György)
- Az öreg tekintetes, TV Ungarn 1987 (Regie: Tibor Horváth)